# David Lange
David Lange (Otahuhu, 4 agosto 1942 – Auckland, 13 agosto 2005) è stato un politico neozelandese.
Fu Primo ministro della Nuova Zelanda dal 1984 al 1989, anno in cui si dimise.

## Biografia
Figlio di un medico, prima di iniziare la carriera politica esercitò la professione di avvocato. Esponente del Partito Laburista, venne eletto deputato per la prima volta nel 1977; dal 1982 divenne segretario del Labour e fino al 1984 fu il leader dell'opposizione.
Alle elezioni del 1984 ottenne il 43% dei voti e sconfisse il candidato del Partito Nazionale Robert Muldoon: in tal modo divenne, nell'anno dell'elezione, il premier più giovane che il paese avesse mai avuto.
Le misure maggiori adottate dal suo governo furono emesse perlopiù nel campo ambientale: difatti l'impegno maggiore di Lange fu quello di denuclearizzare un'area di 320 km² lungo la fascia costiera neozelandese e a rinegoziare i trattati dell'ANZUS con gli Stati Uniti per impedirgli di mantenere armamenti nucleari nei porti neozelandesi.
Nel 1989 presentò le dimissioni e venne sostituito dal suo vice Geoffrey Palmer, il quale a sua volta, nel 1990, si ritirò due mesi prima delle nuove elezioni, sostituito dal Ministro degli Esteri Mike Moore.
Negli anni Novanta la sua salute cominciò a peggiorare: già obeso (nel 1982 pesava 165 kg), gli venne diagnosticato prima il diabete, poi l'amiloidosi, infine un'insufficienza renale. Le complicazioni di queste patologie lo portarono ad una morte prematura (aveva da poco compiuto 63 anni) mentre si trovava al Middlemore Hospital di Auckland.